# José Ramón Corchado
José Ramón Corchado Santiago (Toledo, 16 novembre 1957) è un ex calciatore e allenatore di calcio spagnolo, di ruolo attaccante.

## Carriera
Cresciuto nel settore giovanile dell'Atlético Madrid, Corchado fu consigliato da Luis Aragonés, ad accettare una cessione al Salamanca, in modo da poter trovare più spazio in campo, in quanto nella prima squadra dei colchoneros sarebbe stato relegato ai margini dalla presenza di vari attaccanti già affermati, come Leivinha, Heraldo Bezerra, Rubén Cano e Rubén Ayala.
Esordì quindi nella Liga spagnola nel 1979, a 22 anni, con il Salamanca, e successivamente giocò sempre nella massima serie spagnola con il Real Saragozza. Fu acquistato per 30 milioni di pesetas, per volere dell'allenatore olandese Leo Beenhakker. Con gli aragonesi vinse la Coppa del Re nel 1986.
Dal 1986 al 1988 Corchado militò nell'Hércules in Segunda División, prima di concludere la carriera in Segunda B, tra l'Alcoyano e il Toledo.
Dopo il ritiro, Corchado intraprese la carriera da allenatore nelle categorie inferiori spagnole, principalmente in Segunda B.

## Palmarès

### Giocatore

#### Competizioni nazionali
- Coppa di Spagna: 1

Real Saragozza: 1985-1986